# Энтин, Герман Ильич
Герман Ильич Энтин (род. 20 сентября 1941, Москва) — советский и российский театральный режиссёр, сценарист, актёр театра и кино. 
С 1965 года — актёр Московского драматического театра имени М. Н. Ермоловой. Почётный деятель искусств города Москвы. 

## Биография
Родился в Москве 20 сентября 1941 года. В 1958 году, в 17 лет, поступил на биологический факультет МГУ им. М. В. Ломоносова, который окончил в 1963 году по кафедре общего почвоведения. В студенческие годы увлёкся театром и играл в Студенческом театре МГУ под руководством И. И. Соловьёва, знакомство с которым определило его дальнейшую театральную судьбу. Позже стал руководителем студии при том же театре.
В 1963—1968 годах учился в ГИТИС в мастерской С. Х. Гушанского по специальности «актёр драмы и кино» (педагоги — И. И. Соловьёв, С. Х. Гушанский, В. С. Якут, Л. П. Галлис, А. Б. Шатрин, Л. Р. Орданская). В 1965 году был зачислен в труппу Московского драматического театра им. М. Н. Ермоловой. Однокурсник и близкий друг актёров В. В. Павлова и Ю. И. Голышева.
В 1976 году окончил Школу-студию МХАТ, учился на курсе О. Н. Ефремова, специальность — «режиссёр-постановщик, педагог по мастерству актёра».

## Актёрские работы в театре
Сыграл более 50 ролей, большинство из которых — в театре им. М. Н. Ермоловой. Среди наиболее известных ролей — Кучумов («Бешеные деньги» А. Н. Островского), Илья Еремеев («Прошлым летом в Чулимске» А. В. Вампилова), Шут («Конец — делу венец» У. Шекспира), Малюта Скуратов («Василиса Мелентьева» А. Н. Островского), Джеффри Торнтон («Костюмер» Р. Харвуда), Апраксин («Балы и страсти Петербурга» Д. Самойлова), Джерри («Что случилось в зоопарке» Э. Олби), профессор Персиков («Роковые яйца» М. А. Булгакова), Вочнев, Степан и Жига («Железная воля» Н. С. Лескова).
Играл в большинстве собственных спектаклей.
По состоянию на 2018 год играет роль мистера Реджинальда в спектакле С. А. Голомазова «Фотофиниш», поставленного в 2006 году по произведению Питера Устинова.
Основное амплуа — комедийный актёр.
Помимо театра, много выступал на эстраде с сольными программами, в том числе «Вечер русской сатиры» и «Михаил Булгаков».

## Роли в кино
В 1970—1989 годах сыграл эпизодические роли в сериалах «Я — 11-17» (1970), «Следствие ведут знатоки» (1975 и 1985 годы, дело № 10 «Ответный удар», дело № 19 «Пожар») и «Женщины, которым везло» (1989, роль Александра Птушкова).
Также играл в телеспектаклях «Всегда на марше» (1969), «Прошлым летом в Чулимске» (1975, главная роль Еремеева), «Дарю тебе жизнь» (1976), «Разлом» (1977, роль Хваткина), «Стойкий туман» (1978), «Горное гнездо» (1979, роль Сахарова), «Куда он денется!» (1981, нет в титрах), «Василиса Мелентьева» (1982, роль Малюты Скуратова — главного действующего лица пьесы), «Зелёная комната» (1984), «Деньги для Марии» (1985), «Накануне отъезда» (1986, роль Павла Прищепы), «Говори…» (1987, роль Степана Никитича), «Железная воля» (1998).

## Режиссёрские работы
Для творчества Германа Энтина характерны камерные постановки, а также моноспектакли, сочетающие комическое и трагическое. Чаще всего он обращается к произведениям И. А. Бунина, А. С. Пушкина и М. А. Булгакова.
В 1973 году работал в качестве ассистента режиссёра в постановке И. И. Соловьёва «Грамматика любви» по рассказам И. А. Бунина. В 1991 году после смерти учителя поставил этот же спектакль самостоятельно с новым исполнительским составом.
Первая самостоятельная режиссёрская работа появилась в 1978 году — спектакль «Конец — делу венец» по пьесе У. Шекспира.
Одной из его наиболее известных работ стала «Железная воля» по одноимённой повести Н. С. Лескова. Спектакль впервые был поставлен в 1995 году и шёл без перерывов в течение 12 лет. В 1998 году была записана телеверсия спектакля для телеканала «Культура». В спектакле, помимо самого Германа Энтина, были задействованы Ю. И. Голышев и В. В. Павлов.
В 1990-е годы на сцене Ермоловского театра поставил также спектакли «Роковые яйца» и «Мой Булгаков» по произведениям М. А. Булгакова.
В 2004 году увидел свет его спектакль «Ужель, та самая Татьяна?..» по сценам из романа «Евгений Онегин» А. С. Пушкина и оперы П. И. Чайковского.
22 января 2008 года состоялась премьера спектакля «Amata nobis. Возлюбленная нами?» по рассказам И. А. Бунина «Волки», «Второй кофейник», «Генрих», «Баллада», «В Париже» и «Ида».
В октябре 2011 года был поставлен камерный спектакль «И страстью дрогнули сердца…» по «Маленьким трагедиям» и повести «Египетские ночи» А. С. Пушкина.
Последней постановкой стал моноспектакль «Михаил Булгаков. Триптих», показанный в рамках программы «Ермоловский + Ермоловцы» 28 октября 2015 года. В основу спектакля легли произведения Булгакова «Записки юного врача» и «Белая гвардия».
На основе отдельных театральных постановок Германом Энтиным были поставлены также аудиоспектакли: «Конец — делу венец» У. Шекспира (1980), «Записки юного врача» М. А. Булгакова и другие.

## Педагогическая деятельность
С 1990 по 2001 годы работал режиссёром-педагогом по актёрскому мастерству на актёрском факультете Школы-Студии МХАТ им. А. П. Чехова на курсах А. А. Калягина и А. Н. Леонтьева. Был постановщиком дипломных спектаклей Темные аллеи» по И. А. Бунину, «Полоумный Журден» по пьесе Ж.-Б. Мольера, «Мастер и Маргарита» по М. А. Булгакову и др.

## Награды
- диплом Конкурса русской комедии им. М. Жарова (1997)
- лауреат международного театрального фестиваля «Золотой Витязь» в номинации за лучший спектакль «Железная воля» (2003)
- бронзовый диплом на «Золотом витязе» спектаклю «Ужель, та самая Татьяна?..» за мастерство соединения музыки и драматургии в номинации «Камерный театр» и приз за лучшую женскую роль (Анастасия Бакастова) (2004)
- почётный деятель искусств города Москвы